# Sound Juicer
Sound Juicer è un software libero per l'estrazione delle tracce audio da supporti CD Audio (il cosiddetto ripping).

## Caratteristiche
Permette all'utente di estrarre audio dai CD Audio e di convertirlo in file audio, tali da poter essere riprodotti dai computer e dai lettori musicali.
Supporta il ripping da tutti i formati supportati dal plugin di GStreamer, come MP3 (via LAME), Ogg Vorbis, FLAC e formati non compressi PCM.
Sound Juicer è pensato per essere semplice da usare e per limitare al minimo l'intervento degli utenti: se il computer è connesso ad internet automaticamente cerca di scaricare le informazioni sulle tracce dal servizio MusicBrainz. Dalla versione 2.12 Sound Juicer implementa la possibilità di riprodurre CD. Dalla versione 2.10 Sound Juicer è parte di GNOME ed è distribuito con una licenza GNU GPL.